# Voisines (Haute-Marne)
Voisines ist eine französische Gemeinde mit 102 Einwohnern (Stand: 1. Januar 2022) im Département Haute-Marne in der Region Grand Est. Sie gehört zum Kanton Villegusien-le-Lac und zum Arrondissement Langres. 

## Geografie
Die Gemeinde Voisines liegt auf dem Plateau von Langres an der oberen Suize, etwa zwölf Kilometer westlich von Langres. Sie ist umgeben von folgenden Nachbargemeinden:
| Vauxbons     | Ormancey                                    | Mardor                 |
| Rochetaillée | Kompassrose, die auf Nachbargemeinden zeigt |                        |
|              | Perrogney-les-Fontaines                     | Courcelles-en-Montagne |

## Siehe auch

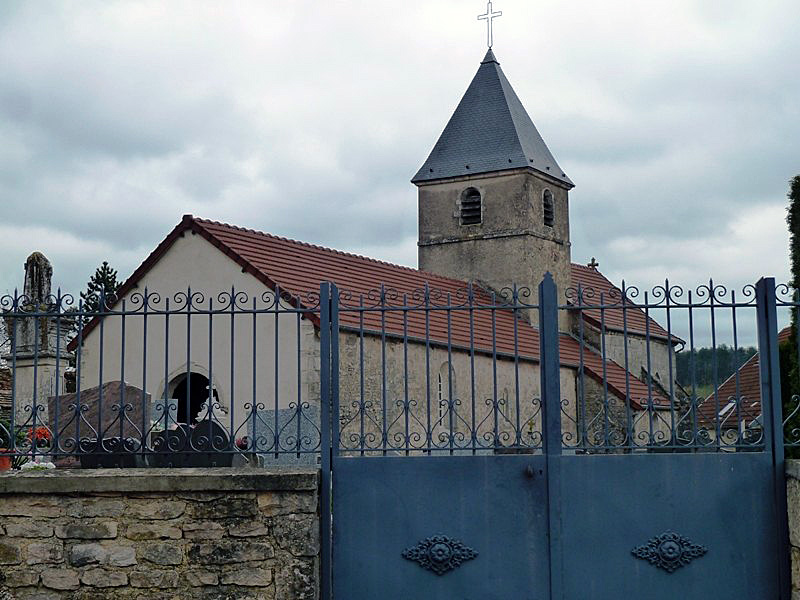
Kirche Mariä Geburt, Monument historique

## Bevölkerungsentwicklung
| Jahr                       | 1962 | 1968 | 1975 | 1982 | 1990 | 1999 | 2008 | 2019 |
| -------------------------- | ---- | ---- | ---- | ---- | ---- | ---- | ---- | ---- |
| Einwohner                  | 126  | 90   | 80   | 93   | 86   | 93   | 92   | 107  |
| Quellen: Cassini und INSEE |      |      |      |      |      |      |      |      |